# 世界選手権自転車競技大会BMX2013
世界選手権自転車競技大会BMX2013（せかいせんしゅけんじてんしゃきょうぎたいかいBMX2013、2013 UCI BMX World Championships）は、2013年7月24日から28日まで、 ニュージーランド、オークランドで行われた。

## 上位入賞者
| 種目                  | 金                             | 銀                           | 銅                             |
| --------------------- | ------------------------------ | ---------------------------- | ------------------------------ |
| 男子・エリート        |                                |                              |                                |
| レーシング 詳細       | リアム・フィリップス (GBR)     | マーク・ウィラーズ (USA)     | ルイス・ブレタウオイアー (GER) |
| タイムトライアル 詳細 | コナー・フィールズ (USA)       | ジョリス・ドデ (FRA)         | シルヴァン・アンドレ (FRA)     |
| 男子・ジュニア        |                                |                              |                                |
| レーシング            | ショーン・ガイアン (USA)       | ゴンサロ・モリナ (ARG)       | ジェレミ・ランキュレル (FRA)   |
| タイムトライアル      | ロマン・マイウ (FRA)           | ショーン・ガイアン (USA)     | ニック・キマン (NED)           |
| 女子・エリート        |                                |                              |                                |
| レーシング 詳細       | キャロライン・ブキャナン (AUS) | ローレン・レイノルズ (AUS)   | マノン・ヴァレンティーノ (FRA) |
| タイムトライアル      | マリアナ・パホン (COL)         | アリーゼ・ポスト (USA)       | キャロライン・ブキャナン (AUS) |
| 女子・ジュニア        |                                |                              |                                |
| レーシング            | フェリシア・スタンシル (USA)   | シェヨナ・グリン (USA)       | ハンナ・サーテン (NZL)         |
| タイムトライアル      | フェリシア・スタンシル (USA)   | レイチェル・ジョーンズ (AUS) | ザラー・ザイラー (GER)         |